# تونی و هایسکه
تونی و هایسکه (به لاتین: Tůně u Hajské) یک منطقهٔ مسکونی در جمهوری چک است که در استان بوهمی جنوبی واقع شده‌است.